# Casa consistorial de La Alberca de Záncara
La casa consistorial de La Alberca de Záncara (España) es el edificio donde tiene su sede el ayuntamiento del municipio. Es uno de los principales edificios de la localidad, y se construyó en el siglo XVI. Posiblemente su función original fue la de hospital.